# Rua Dom José Ribeiro
Die Rua Dom José Ribeiro ist eine Hauptstraße der osttimoresischen Landeshauptstadt Dili im Verwaltungsamt Nain Feto. Sie hat eine Länge von etwa 1,5 Kilometern.

## Name
Dom José Joaquim Ribeiro war von 1967 bis 1977 Bischof von Dili. Bis 2015 trug die Straße den Namen Estrada de Lecidere, nach dem Stadtteil Lecidere, in dessen Richtung sie führt. Davor trugen der erste Teil den Namen Estrada Semore und ab der heutigen Rua de Bemori den Namen Rua Ponte Meira, nach dem Gouverneur Raimundo Enes Meira (1924–1926).

## Verlauf
An der Kreuzung mit der Avenida da Liberdade de Imprensa (Nordwesten) und Avenida de Becora (Südosten) endet die von Nordosten kommende Avenida Dom Martinho Lopes und die Rua Dom José Ribeiro führt weiter nach Südwesten, entlang des Nordufers des Flusses Mota Bidau und der Südgrenze des Verwaltungsamtes Nain Feto, zunächst mit dem Suco Bemori. Ein gutes Stück nach der Rua de Bemori liegt, nun im Suco Santa Cruz, hinter einigen Häusern der Friedhof von Santa Cruz und nach der Rua Santa Cruz beginnt der kirchliche Bezirk von Balide mit der Escola Portuguesa Ruy Cinatti, dem Colégio de São José, der Grundschule São Luís (Escola Primaria Katolica Balide) und der Mariä-Empfängnis-Kirche von Balide. Die Rua Dom José Ribeiro endet an der Kreuzung mit der von Norden kommenden Avenida Dom Martinho Lopes und der nach Süden gehenden Rua Lahane.